# Falukorv

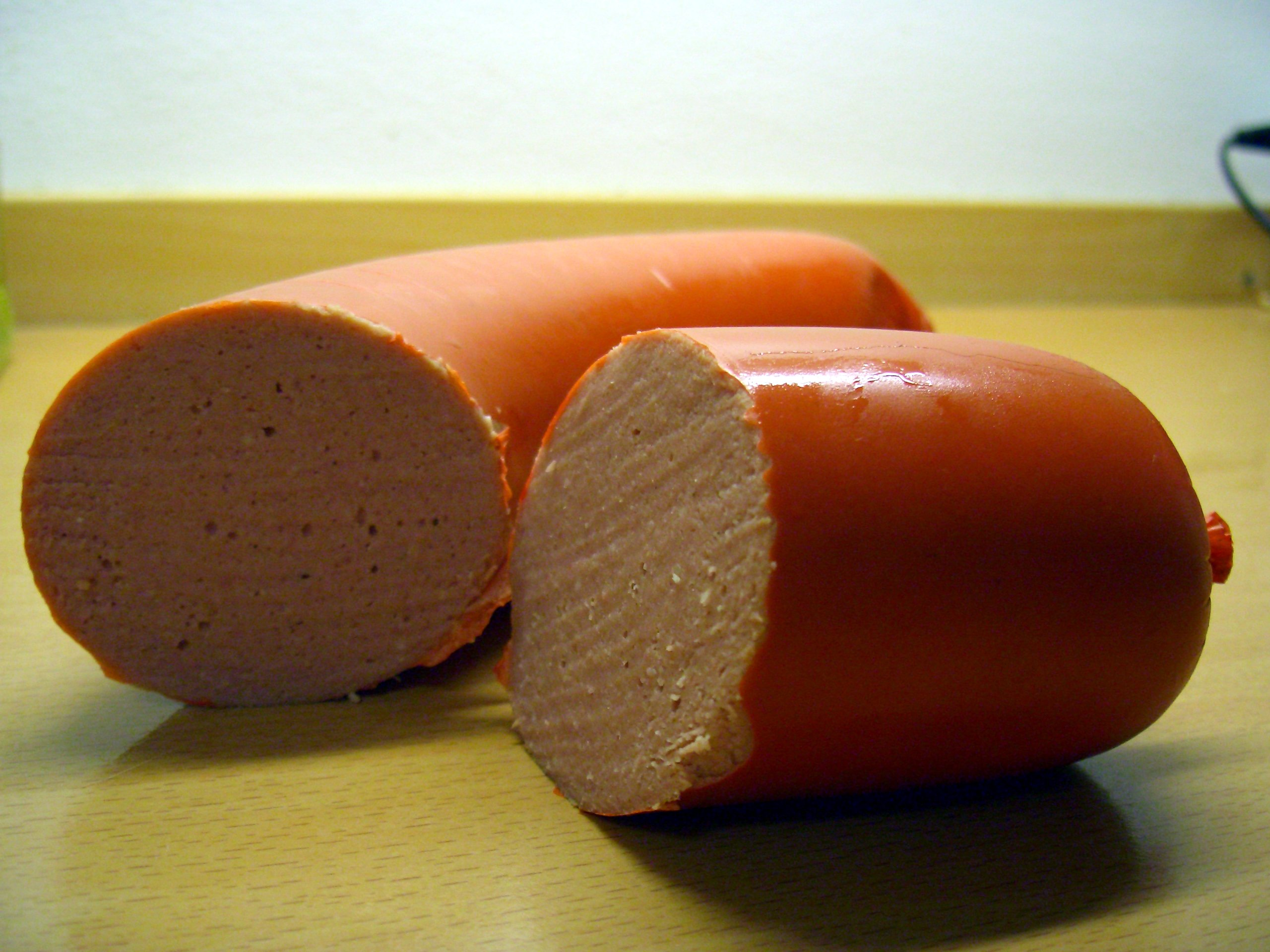
Falukorv.

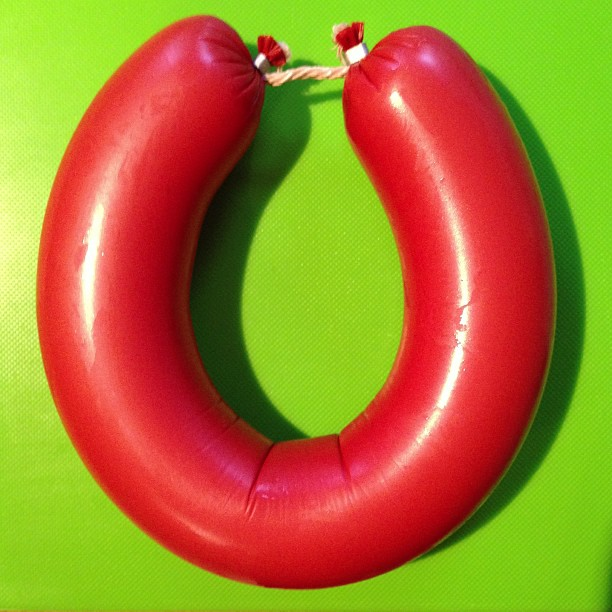
Krokig falukorv.

Falukorv är en korv som innehåller basingredienserna kött, fett, potatismjöl, lök, salt och kryddor; den är en typ av bräckkorv och emulsionskorv. Falukorven räknas som en typiskt svensk produkt, ingår i många maträtter i det svenska köket och är namnskyddad sedan 1973.
Falukorv ska till minst 45 % bestå av nöt-, häst- eller fläskkött. Många falukorvar innehöll dock 2020 högre kötthalt än så. I begreppet "köttmängd" ingår även köttets naturliga innehåll av fett och vatten. Livsmedelsverkets regler avgör vilken mängd som får utgöras av bindväv, till exempel senor. Fetthalten i fläskkött och nötkött får inte överstiga en viss procent.
Traditionellt är falukorven krokig. Det är ett naturligt resultat av att naturtarm använts. På senare tid tillverkas även raka falukorvar, men främst till storkök eftersom en majoritet av konsumenterna föredrar den krokiga.

## Historia
Vid Falu koppargruva användes linor av tvinnad ox- och hästhud för att hissa upp kopparmalmen. Oxarna kom främst från närliggande bondgårdar men när behovet av rep ökade blev allt fler områden leverantörer och till slut nådde beställningar på djur ända till Småland. Dessa djur levererades i stora konvojer och slaktades vid ankomsten till Falun. Köttet som var en biprodukt saltades och röktes.
Under 1500- och 1600-talen hade tyskarna stort inflytande vid gruvan och de lärde svenskarna att göra korv av det rökta oxköttet, som en variant på den tyska korven Lyoner, som är en ringformad korv med rödfärgat skinn och vars ändar man knutit samman.
De korvar som i början av 1800-talet levererades i stora mängder från Dalarna kallade stockholmarna för "Fahlu Korf". I en lokaltidning från Kopparbergs län kunde man 1837 läsa: "Hwarje år afgå till hufvudstaden betydliga partier af i Schedwi Socken tillverkad rökt Köttkorf. Denna är i Stockholm allmänt bekant under namn af Fahlu Korf, och den har där många år haft god afsättning."
Under 1870-talet tog Anders Olsson, grundare till charkuteriföretaget Melkers, upp traditionen att röka kött i sitt slakteri. Den rökta korven utvecklades omkring 1890 till falukorv. Äldsta kända förekomsten av ordet, med stavningen "falukorv", härstammar från 1889 och börjar förekomma i svenska dagstidningar i början av 1900-talet. Under 1800-talet ansågs falukorv vara "arbetarmat".
Melkers var enligt egen utsago det enda företaget som fortfarande tillverkade falukorv i Falun i början av 2000-talet, innan företaget försattes i konkurs 2021 och i samband med det meddelade att fabriken skulle läggas ned.
I samband med Falukalaset firas Falukorvens dag i Falun.

## Namnskydd
Namnskyddet inom EU, där falukorven godkändes som Garanterad traditionell specialitet (GTS), trädde i kraft 2001 och ersatte det tidigare svenska skyddet.
Falukorv är Sveriges enda namnskyddade charkuteriprodukt.

## Tillagning och servering

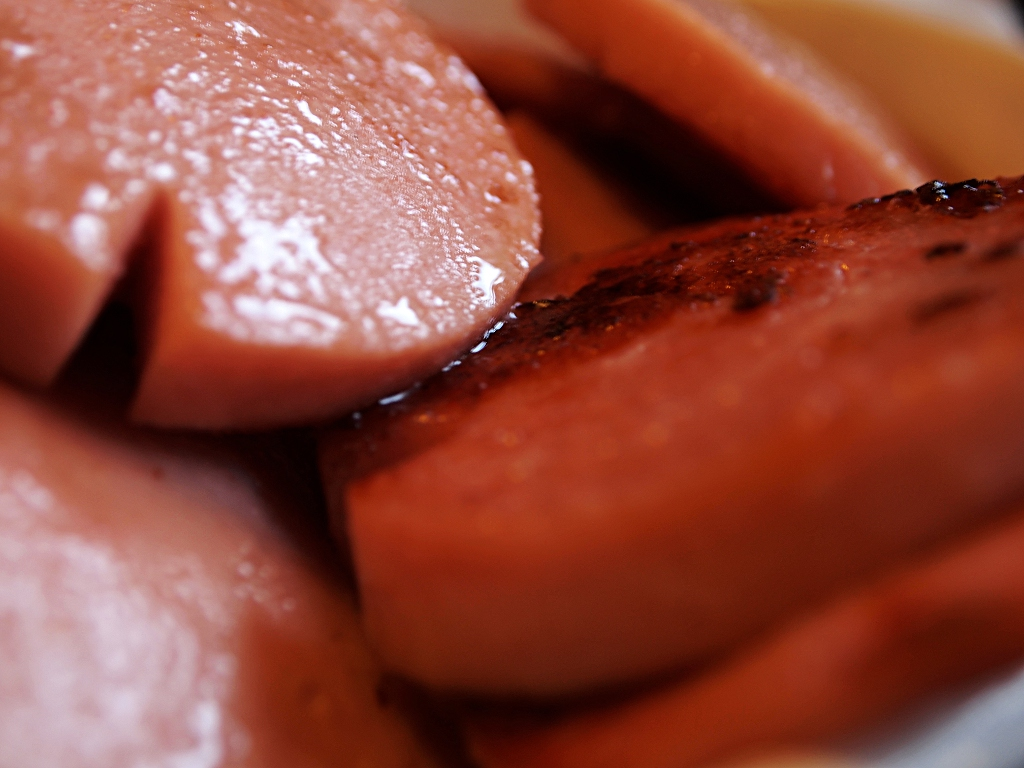
Stekt falukorv.

Innan falukorven tillreds skalar man av det oätliga skinnet som skyddar korven. Falukorven kan sedan kokas, stekas, grillas eller ugnsgratineras. Ska den kokas brukar den skäras i bitar eller skivor, ska den stekas brukar den skivas eller skäras i strimlor och ska den ugnsgratineras kan hela korven sättas in i ugnen. Den serveras ofta med kokt potatis alternativt potatismos, pasta eller ris. Kokt falukorv kan även serveras med pepparrotssås.
Falukorv kan ingå i en gryta med potatis och rotfrukter. En vanlig maträtt med stekt falukorv är korv Stroganoff, en variant av biff Stroganoff. I bland annat svenska förskolor och skolor serveras maträtten korvburgare.